# Die erste Polka
Die erste Polka ist ein deutscher Spielfilm nach dem gleichnamigen Roman von Horst Bienek aus dem Jahre 1979.

## Handlung
Der Film spielt am 31. August und 1. September 1939 in Gleiwitz. Die Familie Piontek bereitet die Hochzeitsfeier ihrer Tochter Irma vor. Während Mutter Valeska die Feier organisiert, liegt Vater Leo krank im Bett. Zu Gast ist auch die Familie aus Berlin. Der 15-jährige Sohn Josef Piontek gibt bei seinem Cousin Andreas mächtig mit seiner Freundin Ulla an, ohne jedoch zu bemerken, dass sich Ulla bereits in Andreas verliebt hat. Zwar tanzt er noch seine erste Polka auf der Hochzeit mit Ulla, muss dann aber einsehen, dass Andreas’ Chancen bei Ulla höher stehen. Ulla und Andreas verschwinden von der Hochzeit und werden in der Nacht Zeugen des inszenierten Überfalls auf den Sender Gleiwitz, der den Zweiten Weltkrieg auslöst. In dieser Nacht stirbt daheim Vater Leo und Josef beobachtet, wie der Feldwebel Metzmacher Ulla auf deren Heimweg zu vergewaltigen versucht. Josef erschlägt den betrunkenen Soldaten und verlässt die Familie. Er flieht nach Berlin. Adolf Hitler hält seine Rundfunkansprache: Seit 5 Uhr 45 wird zurückgeschossen!

## Kritiken
- Lexikon des internationalen Films: Der Film über politischen Irrationalismus der deutschen Provinz weist gelungene Szenen auf, scheitert jedoch beim Zusammenfügen isolierter Aspekte und Anspielungen zu einem homogenen und verständlichen Ganzen.[1]

## Auszeichnungen
Der Film nahm am Wettbewerb der Internationalen Filmfestspiele Berlin 1979 teil, ging bei der Preisvergabe allerdings leer aus.